# Walter Koschorreck
Walter Koschorreck (* 16. Januar 1915 in Halle (Saale); † 13. März 1978 in Heidelberg) war ein deutscher Jurist und Bibliothekar. Von 1965 bis 1978 leitete er die Universitätsbibliothek Heidelberg.

## Leben
Koschorreck besuchte die Herzog-Albrechts-Schule in Rastenburg. Nach dem Abitur studierte er an der Albertus-Universität Königsberg Germanistik, Geschichte, Geographie und Rechtswissenschaft. Er war Mitglied und zeitweilig Führer der Kameradschaft „Honigfelde“ des NSD-Studentenbundes.
Nach dem Krieg wurde er Bibliotheksreferendar in Jena und an der Deutschen Bücherei in Leipzig. 1951 wurde er als wissenschaftlicher Bibliothekar an der Universitätsbibliothek Jena eingestellt. Von der Universität Jena wurde er 1952 zum Dr. iur. promoviert. Im selben Jahr wurde er Leiter der Bibliothek an der Deutschen Hochschule für Justiz in Babelsberg. Er floh nach Westdeutschland und wurde 1953 wissenschaftlicher Hilfsarbeiter an der Universitätsbibliothek Heidelberg. Er wurde 1959 zum Bibliotheksrat, 1962 zum Oberbibliotheksrat und zum stellvertretenden Leiter der Bibliothek befördert. Von 1965 bis zu seinem Tod war er Leitender Bibliotheksdirektor der Universitätsbibliothek Heidelberg. 1977 hatte er noch wichtige Instandsetzungs- und Baumaßnahmen durchsetzen können. Neben der deutschen Fernleihe galt sein Interesse vor allem Zimelien und der berühmten Bibliotheca Palatina. In seiner Amtszeit zeigte die Bibliothek die Ausstellungen „Alte und moderne Buchkunst“ (1970), „Cimelia Heidelbergensia“ (1975) und „Biblia sacra“ (1977). Des Weiteren erhielt die Handschriftenabteilung eine hervorragend ausgestattete Restaurierungswerkstatt. Koschorreck starb nach kurzer, schwerer Krankheit mit 63 Jahren.

## Werke
- mit Wilfried Werner (Hrsg.): Codex Manesse. Die Große Heidelberger Liederhandschrift. Kommentar zum Faksimile des Cod. Pal. Germ. 848 der Universitätsbibliothek Heidelberg. Insel, Frankfurt am Main / Graphische Anstalt für Kunst und Wissenschaft Ganymed, Kassel 1981. (PDF-Datei; 18,6 MB)
- Der Wolf. Eine Untersuchung über die Vorstellungen vom Verbrecher und seiner Tat sowie vom Wesen der Strafe in der Frühzeit. Ohne Ort 1952; Göttingen, V & R Unipress, 2010.
- Zum Prozeß Fust gegen Gutenberg. In: Gutenberg-Jahrbuch 1955. S. 33–42.
- Geschichte des „Deutschen Leihverkehrs“. Wiesbaden 1958.
- Der Rechtsstudent und seine Universitätsbibliothek. Düsseldorf-Wittlaer 1964.
- Das gegenwärtige Bild des deutschen Leihverkehrs, von einer Universitätsbibliothek aus gesehen. Wiesbaden 1965.
- Die Heidelberger Bilderhandschrift des Sachsenspiegels. Kommentar. 1970.
- Minnesinger in Bildern der Manessischen Liederhandschrift. Insel Taschenbuch 88, Frankfurt am Main 1974; 9. Auflage 1993.
- Der Sachsenspiegel in Bildern. Insel, Frankfurt am Main 1976; 7. Auflage 1993.

## Mitherausgeber
- Facsimilia Heidelbergensia
- Heidelberger Jahrbücher